# Дук, Ясмани
Ясмани Джордж Дук Арандиа (исп. Yasmani Georges Duk Arandia; родился 1 марта 1988 года, Санта-Крус-де-ла-Сьерра, Боливия) — боливийский футболист, полузащитник клуба «Аль-Иттифак» и сборной Боливии.

## Клубная карьера
Дук начал профессиональную карьеру в клубе «Ориенте Петролеро». 4 июля 2010 года в матче против «Хорхе Вильстерманн» он дебютировал в чемпионате Боливии. В своём первом сезоне Ясмани стал чемпионом страны. Летом 2012 года он на правах аренды перешёл в «Ла-Пас». 30 июля в матче против своего бывшего клуба «Ориенте Петролеро» Дук дебютировал за новую команду. 25 августа в поединке против «Хорхе Вильстерманн» он забил свой первый гол за «Ла-Пас». После окончания аренды Ясмани вернулся в «Ориенте Петролеро».
Летом 2015 года он перешёл в «Спорт Бойз Варнес». 23 августа в матче против «Сан-Хосе Оруро» Дук дебютировал за новую команду. 30 августа в поединке против своего бывшего клуба «Ориенте Петролеро» Ясмани забил свой первый гол за «Спорт Бойз Варнес». В начале 2016 года он на правах аренды перешёл в американский «Нью-Йорк Космос». 24 апреля в матче против «Миннесоты Юнайтед» Дук дебютировал в NASL.
В конце 2016 года Дук перешёл в клуб чемпионата Саудовской Аравии «Аль-Иттифак».

## Международная карьера
8 октября 2015 года в отборочном матче чемпионата мира 2018 против сборной Уругвая Дук дебютировал за сборную Боливии. 17 ноября в поединке против сборной Парагвая он забил свой первый гол за национальную команду.
В 2016 году в составе сборной Дук принял участие в Кубке Америки в США. На турнире он сыграл в матчах против команд Панамы, Чили и Аргентины.

### Голы за сборную Боливии
| #   | Дата           | Место                                    | Противник | Счёт | Результат | Соревнование                     |
| --- | -------------- | ---------------------------------------- | --------- | ---- | --------- | -------------------------------- |
| 01. | 17 ноября 2015 | Дефенсорес дель Чако, Асунсьон, Парагвай | Парагвай  | 0:1  | 2:1       | Чемпионат мира 2018 квалификация |

## Достижения
Командные
 «Ориенте Петролеро»
- Чемпионат Боливии по футболу — Клаусура 2010

 «Нью-Йорк Космос»
- Североамериканская футбольная лига — 2016